# Emory Peak
L'Emory Peak (2.385 m s.l.m.), situato nel Big Bend National Park, è la cima più elevata dei Monti Chisos. È anche la cima più elevata del Texas e della Contea di Brewster.

## Caratteristiche
Il picco fu così chiamato in onore di William H. Emory, il capo osservatore della squadra del U.S. Boundary Survey del 1852.
Dal bacino dei Chisos, il picco sembra essere una cima minore, mentre la cima del Casa Grande, che si trova un chilometro e mezzo più vicino, sembra molto più elevata. 
Da ovest, l'Emory Peak è chiaramente visibile come una punta che supera leggermente tutta la maggior parte della catena montuosa.

## Salita alla vetta
Il picco può essere raggiunto con una modesta arrampicata su un sentiero ben segnalato, passando attraverso un terreno roccioso ripido, con un aumento di altitudine di circa 800 m.
Lungo il percorso è possibile osservare flora e fauna tipiche di un deserto elevato, tra cui il Juniperus deppeana (in inglese: alligator juniper a causa della sua corteccia che richiama la pelle dell'alligatore), il pino Piñons (in inglese: Pynion Pine), il cervo mulo, i fichi d'india, Aphelocoma wollweberi (ghiandaia messicana, in inglese Mexican Jay), la Dasylirion wheeleri (da cui si ricava il sotol) e il Texas Madrone. Si possono trovare tracce legate alla presenza di leoni di montagna e dell'orso.
Il panorama dalla sommità spazia sulla maggior parte della sezione settentrionale del parco e su una buona porzione della catena dei Chisos.
Sulla sommità, durante la giusta stagione, è sorprendente la popolazione di coccinelle sulla sommità. Inoltre, sulla cima ci sono pannelli solari, apparecchiature di trasmissione e antenne.